# Granule
Granulen zijn blaasjes met een eigen membraan in het cytoplasma van bepaalde cellen in het lichaam.
De granulocyten, een bepaalde groep witte bloedcellen, bevatten granulen die een belangrijke rol spelen in het immuunsysteem. Ook andere cellen die een rol spelen in dit systeem, zoals mestcellen en NK-cellen, hebben granulen die specifieke stoffen bevatten die een rol spelen bij het verder op gang brengen van de immuunrespons bij infectie met een pathogeen zoals een bacterie. Zo bevatten de granules van NK-cellen stoffen die de componenten van de aangrenzende cellen oplossen.
Ook bloedplaatjes hebben granulen.